# ガンダー国際空港
ガンダー国際空港（ガンダーこくさいくうこう、英語: Gander International Airport）はカナダ・ニューファンドランド・ラブラドール州・ガンダーにある国際空港。現在はガンダー国際空港公団が運営している。カナダ空軍ガンダー基地との滑走路を共有しているが、運営上別組織である。

## 歴史

### 初期
1936年に建設が開始、1938年に「ニューファンドランド空港」として開港。初飛行はインペリアル・エアウェイズのデ・ハビランド DH.83 フォックス・モスであった。1941年まで「ニューファンドランド空港」という名称が使われた。
1940年にニューファンドランド自治領政府から王立カナダ空軍（RCAF）へ運営が移行され、1941年に王立カナダ空軍ガンダー基地（RCAF Station Gander）に改称。第二次大戦当時、北米から欧州へ新造航空機を輸送し、北大西洋でUボートを攻撃する対潜部隊の拠点となった。アメリカ陸軍航空軍及び王立カナダ空軍の何千機もの航空機はガンダーを経由し欧州へ向かった。王室カナダ海軍もこの飛行場にガンダー海上無線基地を設け、敵艦の交線を傍受し位置を特定する拠点として利用した。戦後、1946年に王立カナダ空軍はニューファンドランド自治領政府に運営を返還したが、王室カナダ海軍のガンダー海上無線基地は残り冷戦時代にさらに強化された。

### 大西洋横断飛行の給油拠点

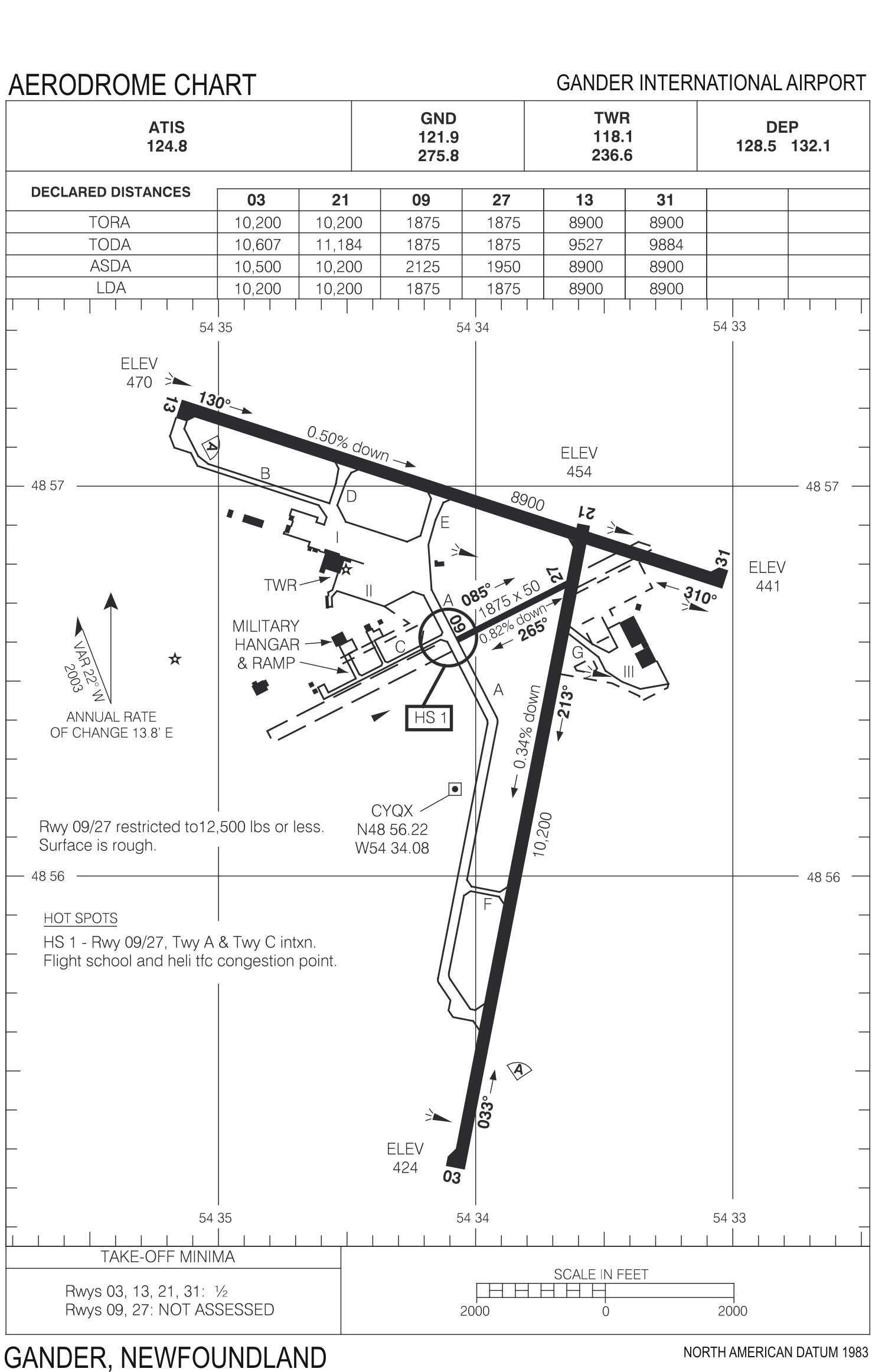
ガンダー国際空港

ニューファンドランド自治領がカナダ連邦に併合後、カナダ連邦政府は「ガンダー空港」（Gander Airport）と改称した。滑走路やターミナルに改良が加えられ、ほぼ現在のレイアウトになった。
アメリカ合衆国東海岸の大都市からロンドンやパリに向かう大圏コース上に位置することから、給油拠点としての重要性が増し、1940年代後半から1960年代に拡張された。
この空港は1940年代のダグラスDC-4やロッキード コンステレーションなどのレシプロエンジン航空機が、無給油大西洋横断飛行で欧州に到達出来る距離にあり、戦後も同様にボーイング707やダグラスDC-8、デ・ハビランド コメットなどのジェット機の給油拠点となった。
結果的に、ガンダー空港は初期のジェット機の給油拠点としての重要性を維持し、トランス・カナダ航空（現エア・カナダ）や英国海外航空、パンアメリカン航空、サベナ・ベルギー航空、スカンジナビア航空などがガンダー空港を主要給油拠点として利用した。
1960年代のジェット機飛行距離延長により給油拠点の必要性が下がり、エルアル航空の広告の様に「ノーグース（給油拠点として知られるグースベイ国際空港、ノーガンダー」と呼ばれるように、1960年代後半には多くの航空会社が航続距離が長い新型機の導入をすすめ、利用便数も減少した。しかしガンダーはその後も北大西洋上の重要管制基地の一つとして機能した。欧州と北米を結ぶ航空機はすべてガンダーの航空交通管制と通信する必要がある。

### 冷戦下の給油拠点
1940年代後半から始まった冷戦時代には、ソビエト連邦のピアニストイゴーリ・イワノフ、ナパーム弾空襲を受けた村からに逃げる写真で有名になったベトナム人女性ファン・ティー・キム・フックなど、旧ワルシャワ条約機構国から多くの亡命があった地点としても知られる。
航続距離の短い東欧諸国のLOTポーランド航空やソビエト連邦のアエロフロートなどが、キューバへ向かう便が給油する地点だったためである。今もアエロフロートのキューバ便の給油拠点として続いている。

### イエローリボン作戦

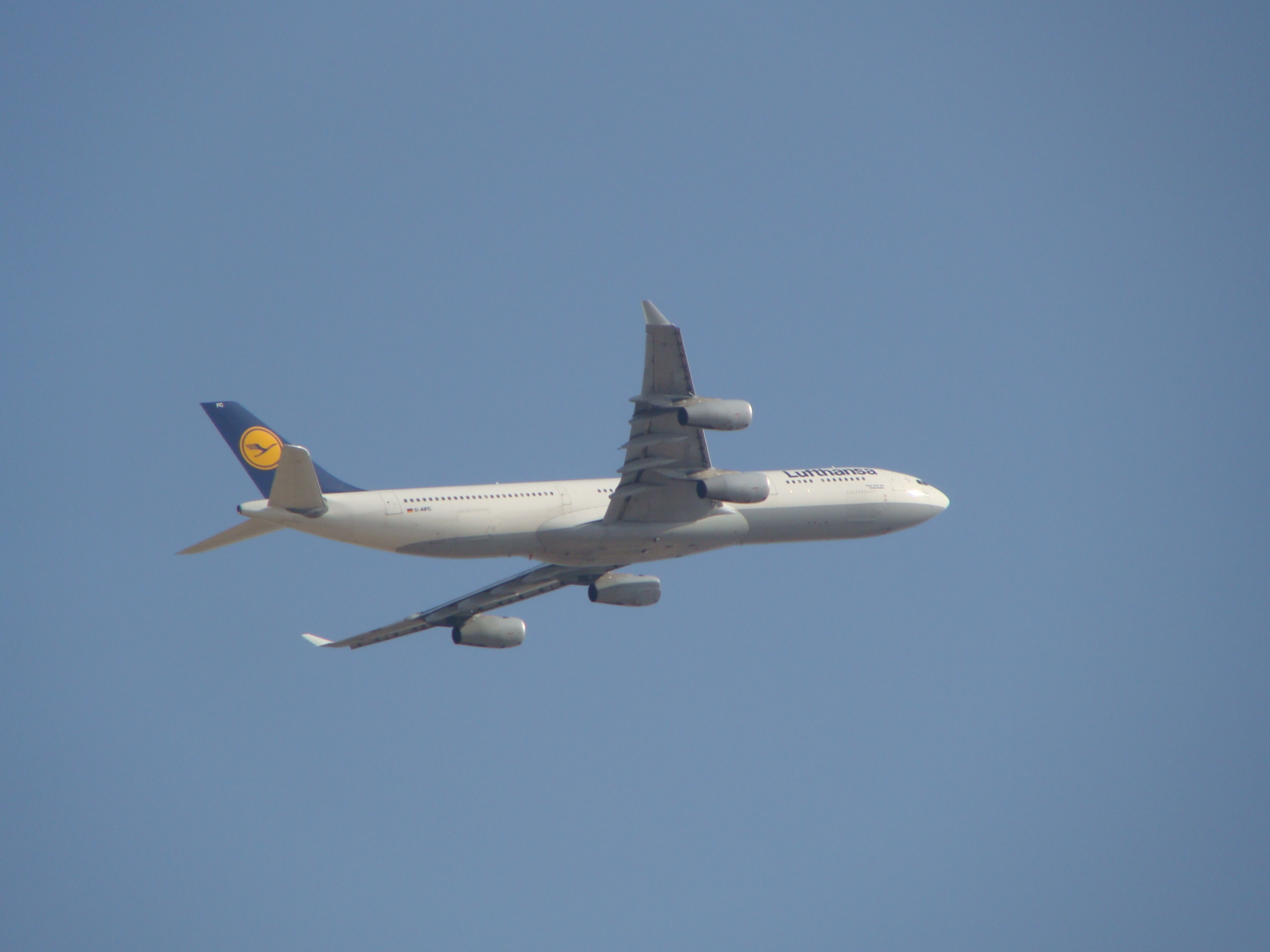
ルフトハンザドイツ航空エアバスA340「ガンダー/ハリファクス」

2001年9月11日、アメリカ同時多発テロ事件の発生による北米の空域閉鎖に伴い、ガンダー国際空港は「イエローリボン作戦」の一環として航空機39機、全乗客6,122名及び乗員473名の受け入れを行なった。ガンダー国際空港はカナダの空港の中で最も多い便数を受け入れた。
この空港が最大便数を受容れることになった理由は、もちろん大型機収容能力を持っていることにあったが、主にカナダ交通局とナヴ・カナダはトロントやモントリオール等カナダ内陸部の主要都市へ航空機が向かうのを避けたことによる。
空港近辺のガンダーの町で受け入れられた旅行者からは、受け入れに対し歓待を受けたとの報告が行なわれている。ハリファクスとともにその際の対応に敬意を表され、ルフトハンザドイツ航空は2002年に新造エアバスA340を、初めてドイツ国外の都市の名称を使用し「ガンダー/ハリファクス」と命名した。

## 施設

### 滑走路
現在、ガンダー国際空港は2本の滑走路を運用中。そのうち1本はスペースシャトルの非常着陸用に指定されていた。

## 主な航空会社と就航路線

### 定期便
| 航空会社                                                                   | 就航地                                           |
| -------------------------------------------------------------------------- | ------------------------------------------------ |
| エア・カナダ                                                               | 季節運航：トロント・ピアソン                     |
| エア・カナダ・エクスプレス（エクスプロイツ・バレー航空サービスによる運行） | グースベイ、セティル、セント・ジョンズ、ワバシュ |
| エア・カナダ・エクスプレス（ジャズ航空）による運行                         | ハリファクス                                     |
| エクスプロイツ・バレー航空サービス                                         | 季節運航：グースベイ、イカルイト                 |

### チャーター便
| 航空会社         | 就航地                                     |
| ---------------- | ------------------------------------------ |
| サンウィング航空 | 季節運航：プンタカーナ、トロント・ピアソン |

## 主な事故
- 1967年9月5日 - キューバへ向かうCSA 523便（英語版）（イリューシン Il-18）が離陸直後に北東3.2kmの線路上に墜落。乗員乗客37人が死亡した[6][7]。
- 1985年12月 - アメリカのアロー航空1285便が離陸直後に墜落する事故が発生。乗員8名、アメリカ軍士官や兵士など248名が死亡した。